# Racketlon
Racketlon to sport w którym gra się z przeciwnikiem w każdym z czterech sportów "rakietkowych": tenisie stołowym, badmintonie, squashu i tenisie. Mecz racketlona składa się z czterech setów, po jednym w każdej dyscyplinie.

## Zasady Racketlona
Następujące trzy zasady muszą być spełnione, aby sport był uznany za racketlon:
1. Mecz musi się składać z gier (setów) w następujących czterech dyscyplinach sportowych: tenis stołowy, badminton, squash, tenis ziemny.
2. Mecz musi odbywać się pomiędzy tymi samymi zawodnikami (lub parami w grach podwójnych) grających przeciwko sobie we wszystkich wymienionych czterech dyscyplinach – przy czym zarówno liczba setów jak i liczba możliwych do zdobycia w nich punktów są w każdej grze identyczne.
3. Każda rozegrana piłka/lotka liczy się jako punkt (oczywiście jeśli nie ma nakazanego powtórzenia). Zawodnik, który wygra więcej punktów we wszystkich dyscyplinach jest zwycięzcą meczu racketlona.

Każdy sport, który wypełnia powyższe trzy zasady jest racketlonem. Każdy inny sport zawierający kombinacje kilku sportów rakietkowych może być nazywany np. "wielorakietkowym" sportem, ale nie jest racketlonem.

Konkurencje objęte racketlonem
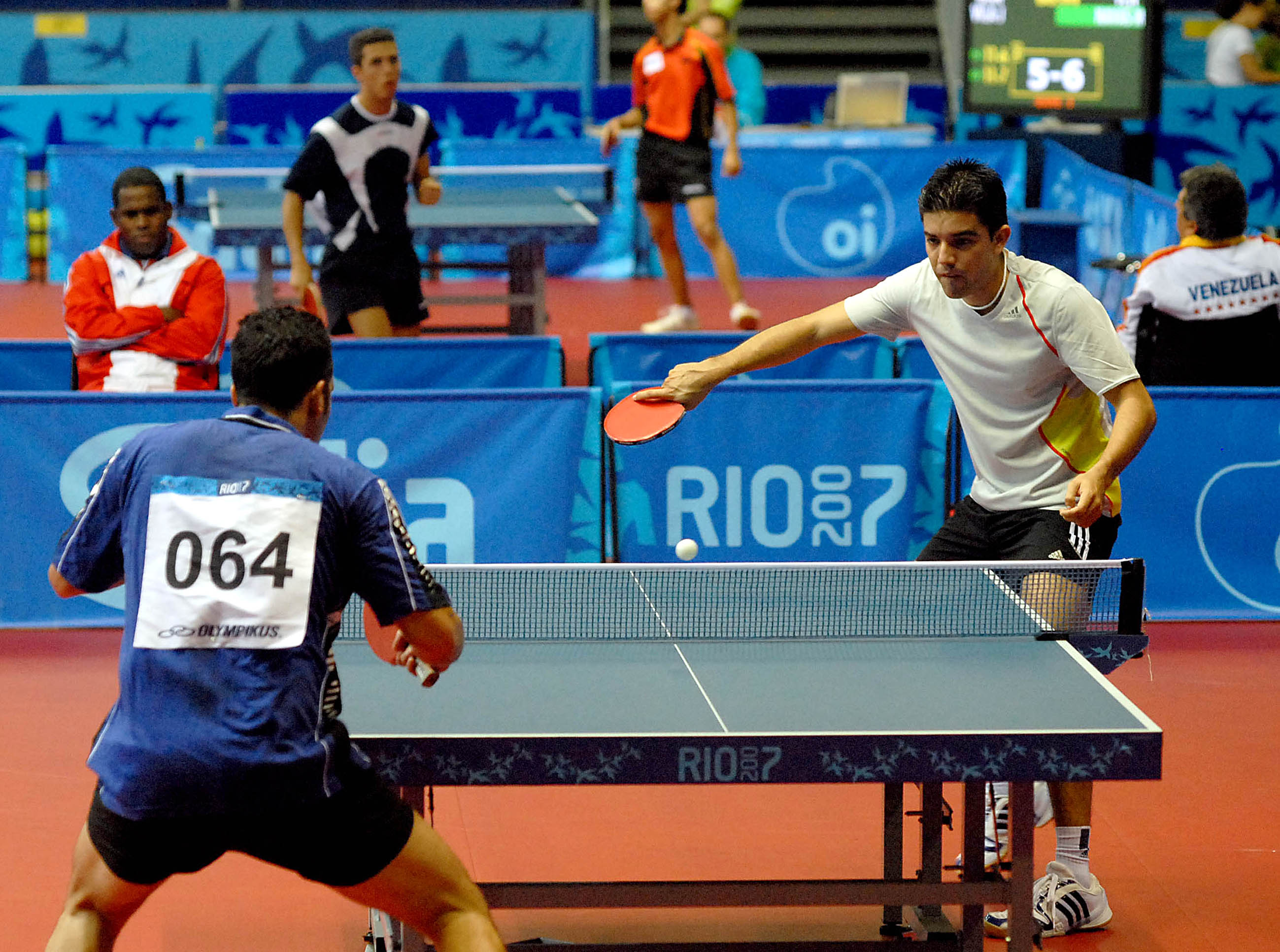
Tenis stołowy
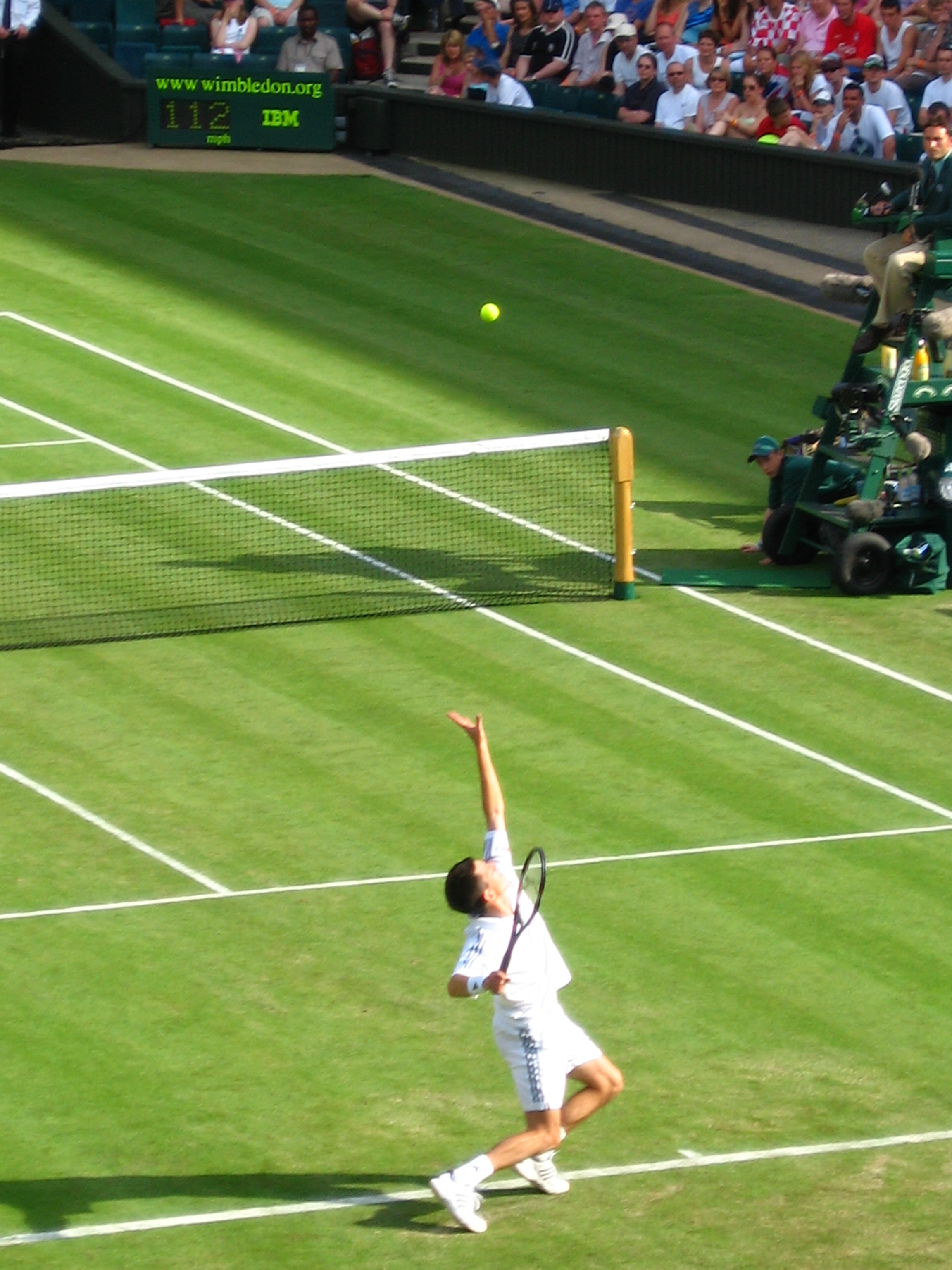
Tenis ziemny
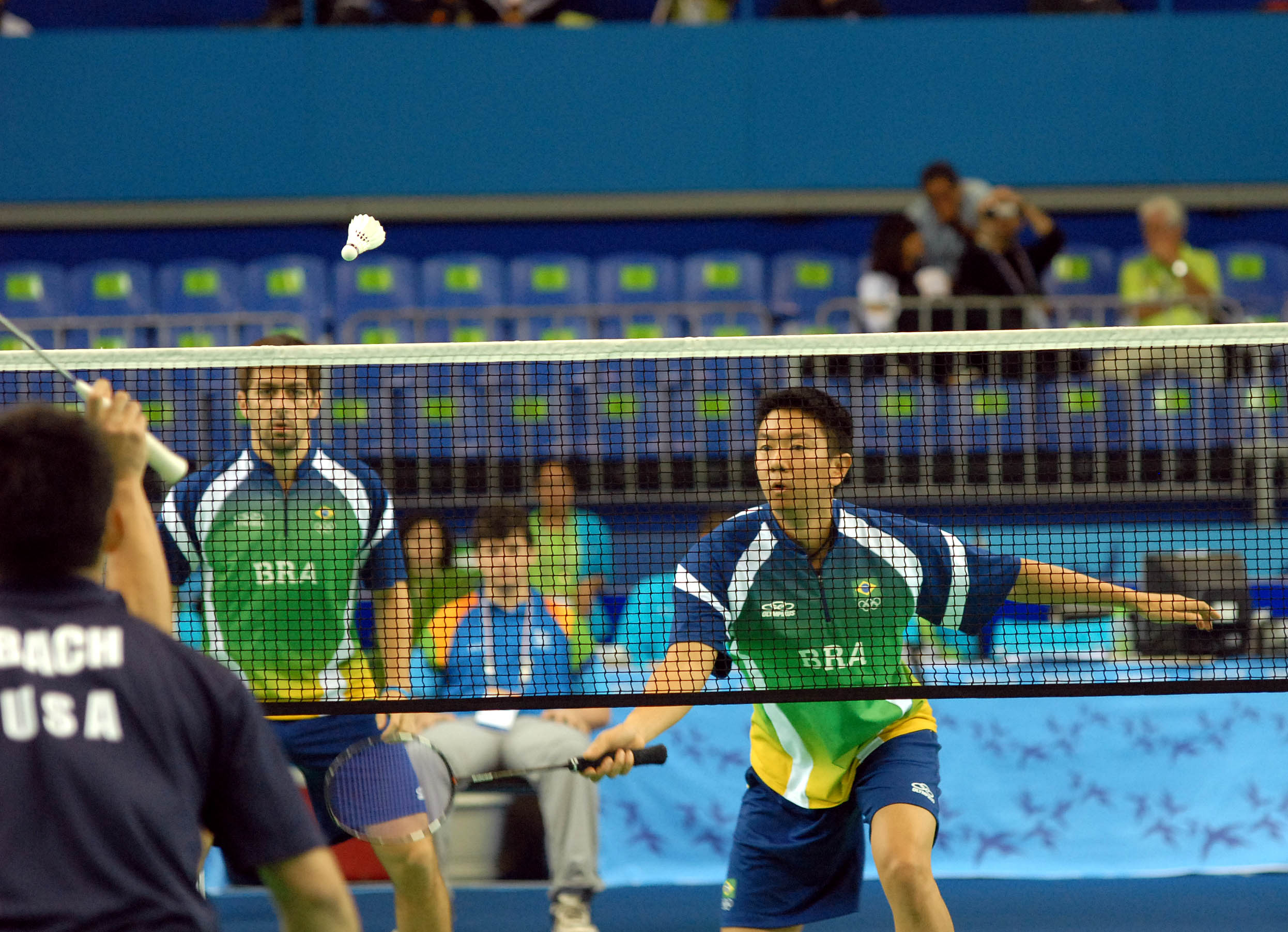
Badminton
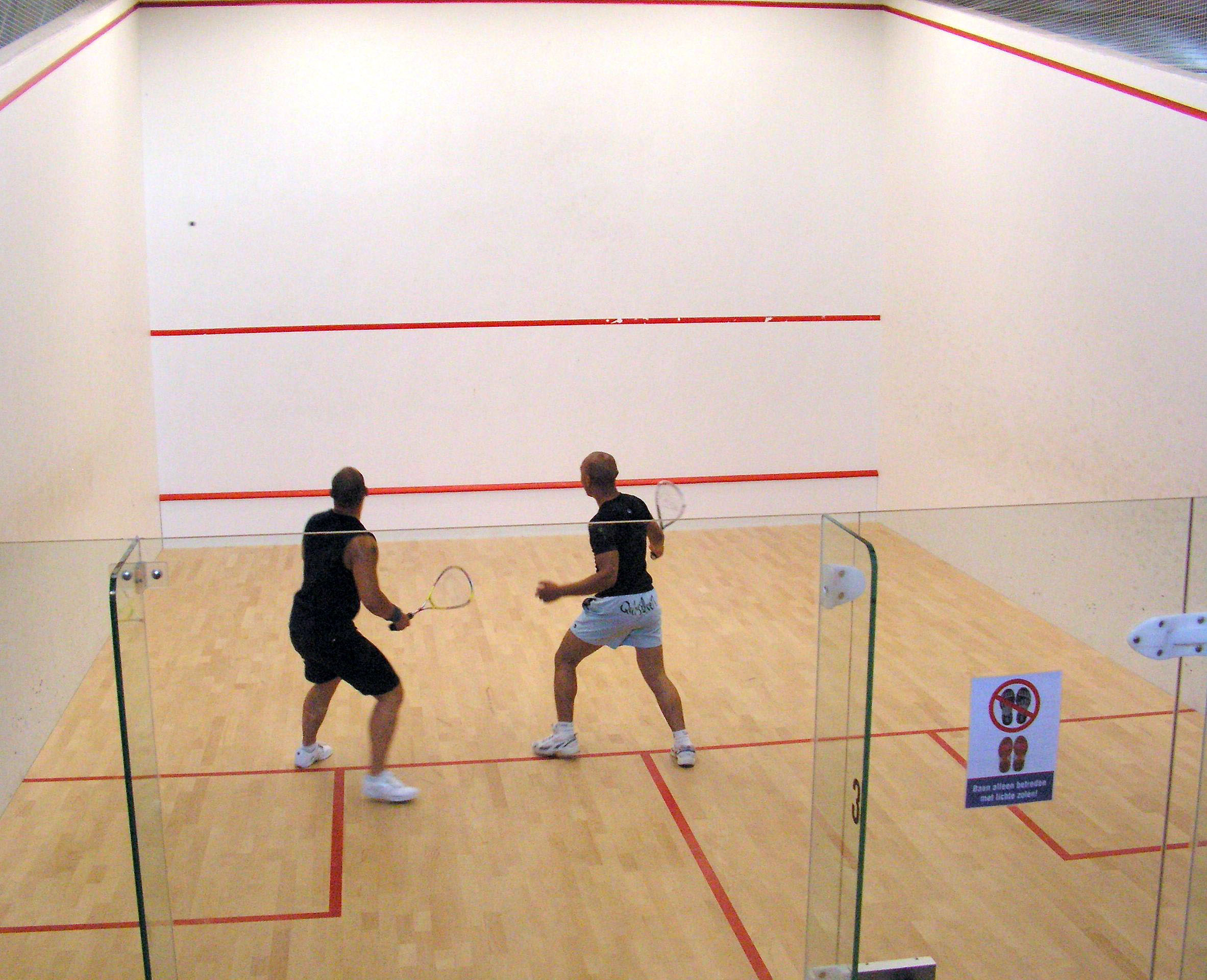
Squash

## Historia
Sport ten jako zasadę rywalizacji w tych czterech sportach rakietkowych wymyślili Finowie w latach 80., ale dopiero Szwedzi w latach 90. wprowadzili zasady podobne do dzisiejszych i jednolitą punktację wszystkich dyscyplin składowych. Pierwsze mistrzostwa świata odbyły się w roku 2001 i uczestniczyli w nich zawodnicy z 11 krajów. Pod koniec roku 2007 na światowej liście rankingowej było już ponad 2000 zawodników i zawodniczek z 48 krajów, a w Rotterdamie odbyły się siódme mistrzostwa świata w tej dyscyplinie (27-30 grudnia 2007).
W Polsce sport ten jest obecny od roku 2004, kiedy Bogdan Mieżyński i Krzysztof Bobala ze Szczecina pojechali na pierwszy, w którym uczestniczyli Polacy, turniej w Belgii, potem ekipa kilku osób uczestniczyła w turnieju pod Frankfurtem, a następnie Paweł Kozłowski zorganizował pierwsze Mistrzostwa Polski. 
W 2007 roku w Turnieju Klasyfikacyjnym w Zgierzu wzięła udział Magdalena Grzybowska (kiedyś 30. tenisistka świata), która zajęła 4 miejsce. Pojedynek o brązowy medal wygrała z nią Marta Jeż z Częstochowy.
16-18 maja 2008 roku odbyły się już V MP, a na liście klasyfikacyjnej Polskiej Federacji Racketlona założonej w 2007 roku jest już ponad 200 zawodników i zawodniczek. Prezesem Polskiej Federacji Racketlona (PFR) jest Jerzy Gądek z Łodzi. W skład Zarządu PFR wchodzą: Dariusz Dąbrowski (Warszawa), Paweł Kozłowski (Warszawa) i Krzysztof Samonek (Gdynia).
Polacy odnoszą sukcesy na arenie międzynarodowej – na każdych MŚ w których uczestniczyli od roku 2004 zdobywali medale, a w roku 2007 przywieźli brąz drużynowo i 10 medali indywidualnie. Największe sukcesy odnoszą nasze juniorki (U21), które zdominowały tę kategorię od pięciu lat. W 2007 roku po raz trzeci z rzędu Mistrzynią Świata została Sylwia Borek z Nowego Sącza pokonując Martę Jeż z Częstochowy, która za to zwyciężyła na MŚ w 2008. W 2006 wicemistrzynią świata była Magda Kamińska z Bogatyni. 
W dniach 19-21 listopada 2009 odbyły się Mistrzostwa Świata w Racketlonie w Löhne koło Hanoweru (Niemcy) - aktualnymi drużynowymi Mistrzami Świata w tej dyscyplinie zostali Polacy. Mistrzostwo wywalczyła drużyna w składzie: Krzysztof Samonek, Marta Jeż, Rafał Rykowski, Norbert Stolicki, Marek Wojnarski i Robert Wyszyński. Polacy w drodze na szczyt pokonali drużynę poprzednich mistrzów świata - Szwecję, wicemistrzów Finlandię, a w finale Austrię. 
W rywalizacji indywidualnej, w kategorii do 21 lat, Mistrzynią Świata została ponownie Marta Jeż.
W dniach 23-24 maja 2009 roku odbyły się szóste Mistrzostwa Polski w Racketlonie w ośrodku sportowym Stacja Nowa Gdynia w Zgierzu.
Mistrzami Polski (2009) w Racketlonie byli: w kategorii Elita Mężczyzn: Marek Wojnarski z Kietrza; Open Mężczyzn: Andrzej Borkowski z Warszawy; Amatorów Mężczyzn: Wojciech Wajda z Rydułtowy, w kategorii Kobiet: Marta Jeż z Częstochowy, w kategorii Mężczyzn 45+: Zdzisław Paliwoda z Olsztyna. W grach podwójnych Mistrzami Polski są: Krzysztof Samonek i Norbert Stolicki (Bolesławiec) - debel męski oraz Marta Jeż (Częstochowa) i Grzegorz Sylwestrzak (Bogatynia) - mikst.
Mistrzostwa Polski 2016
W Deblu Open zwycięstwo wywalczyli Jan Marcinkowski z miejscowości Komorniki i Rafał Rykowski z Wrocławia, w grze mieszanej najlepsi byli Agata John z Poznania i Jan Marcinkowski. Indywidualnymi Mistrzami Polski 2016 zostali: wśród Pań Sylwia Mikołajczuk z Poznania, w kategorii Open Rafał Rykowski, w kategorii Amatorzy Michał Kurek ze Szczecina, w kategorii 45+ Daniel Lipowski z Rogóźna, w kategorii 50+ Ryszard Flisikowski z Poznania, a w kategorii U21 Paweł Bakun z Puszczykowa.